# Stazione di Beauvais
La stazione di Beauvais (in francese Gare de Beauvais) è la principale stazione ferroviaria di Beauvais, Francia,costruita nel 1860.